# Eerste divisie (mannenhandbal) 2018/19
De eerste divisie is de op een na hoogste afdeling van het Nederlandse handbal bij de heren op landelijk niveau. In het seizoen 2018/2019 werd B&B Healthcare/WHC-Hercules kampioen en promoveerde rechtstreeks naar de eredivisie. Tevens promoveerden Havas en Olympia '89/DOS '80 naar de eredivisie. Atomium '61 en E&O 2 degradeerden naar de tweede divisie.

## Opzet
- De kampioenen promoveert rechtstreeks naar de eredivisie (mits er niet al een hogere ploeg van dezelfde vereniging in de reguliere eredivisie speelt).
- De ploegen die als een-na-laatste (dertiende) en laatste (veertiende) eindigen degraderen rechtstreeks naar de tweede divisie.
- Het seizoen wordt onderverdeeld in vier perioden van respectievelijk 6, 7, 7 en 6 wedstrijden. De ploeg die in een periode de meeste punten behaalt, is periodewinnaar en verkrijgt het recht om deel te nemen aan de zogenaamde nacompetitie. Indien de uiteindelijke kampioen, een ploeg die niet mag promoveren, of een degradant een periode wint, wordt het recht tot deelname aan de nacompetitie overgedragen aan het hoogst geklasseerde team in de eindrangschikking dat nog niet aan de nacompetitie deelneemt. In de nacompetitie spelen deze vier ploegen uit de eerste divisie, samen met de nummers elf en twaalf van de regeliere eredivisie competitie, voor één plek in de eredivisie van volgend seizoen.

Er promoveert dus zeker één ploeg, en mogelijk een tweede ploeg via de nacompetitie. Verder degraderen er 2 (gelijk aan het aantal tweede divisies) ploegen.

## Teams
| Ploeg                         | Plaats                | Provincie     | Trainer(s)         | Hal                     |
| ----------------------------- | --------------------- | ------------- | ------------------ | ----------------------- |
| Green Park Handbal Aalsmeer 3 | Aalsmeer              | Noord-Holland | Jeffrey Groeneveld | de Bloemhof             |
| ARBO Rotterdam HANDBAL        | Rotterdam             | Zuid-Holland  | Arjan Koster       | Albeda College          |
| Atomium '61                   | Rotterdam             | Zuid-Holland  | Leopold Foussom    | de Enk                  |
| Berdos                        | Bergen                | Noord-Holland | Hans Elout         | Sportpark de Kiefthoek  |
| DIOS                          | Den Hoorn             | Zuid-Holland  | Wesley Stet        | Ballonhal               |
| E&O 2                         | Emmen                 | Drenthe       | Frans Engels       | Angelslo                |
| EHC                           | Leidschendam-Voorburg | Zuid-Holland  | Giovanni Volskuil  | de Fluit                |
| G.H.V.                        | Goirle                | Noord-Brabant | Karin van Erp      | De Wissel               |
| Havas                         | Almere                | Flevoland     | Arno Portengen     | Sporthal Indische Buurt |
| HVV '70                       | Voorschoten           | Zuid-Holland  | Dick Gijsman       | Sportpark Adegeest      |
| Nieuwegein Houten Combinatie  | Nieuwegein            | Utrecht       | Alex de Korte      | Galecop                 |
| Olympia '89/DOS '80           | Oss-Heesch            | Noord-Brabant | Frans van Erp      | Mondriaanhal            |
| Sittardia                     | Sittard               | Limburg       | Harold Nüsser      | Stadssporthal           |
| B&B Healthcare/WHC-Hercules   | Den Haag              | Zuid-Holland  | Zsigmond Makay     | Loosduinen              |

## Reguliere competitie

### Stand
| Pos | Team                               | Wed | W  | G | V  | Ptn | DV  | DT  | +/−  | Opmerking                                     |
| --- | ---------------------------------- | --- | -- | - | -- | --- | --- | --- | ---- | --------------------------------------------- |
| 1   | B&B Healthcare/WHC-Hercules (K, P) | 26  | 21 | 2 | 3  | 44  | 837 | 650 | +187 | Promoveert naar de eredivisie                 |
| 2   | Havas (P)                          | 26  | 16 | 4 | 6  | 36  | 801 | 768 | +33  | Promoveert naar de eredivisie                 |
| 3   | Green Park Handbal Aalsmeer 3      | 26  | 16 | 3 | 7  | 35  | 831 | 740 | +91  |                                               |
| 4   | Olympia '89/DOS '80 (P)            | 26  | 16 | 3 | 7  | 35  | 760 | 709 | +51  | Nacompetitie voor promotie naar de eredivisie |
| 5   | DIOS                               | 26  | 12 | 1 | 13 | 25  | 696 | 702 | −6   | Nacompetitie voor promotie naar de eredivisie |
| 6   | G.H.V.                             | 26  | 11 | 1 | 14 | 23  | 816 | 812 | +4   | Nacompetitie voor promotie naar de eredivisie |
| 7   | EHC                                | 26  | 10 | 3 | 13 | 23  | 784 | 801 | −17  | Nacompetitie voor promotie naar de eredivisie |
| 8   | Berdos                             | 26  | 9  | 5 | 12 | 23  | 793 | 841 | −48  |                                               |
| 9   | Nieuwegein Houten Combinatie       | 26  | 9  | 4 | 13 | 22  | 773 | 793 | −20  |                                               |
| 10  | Sittardia                          | 26  | 10 | 2 | 14 | 22  | 774 | 824 | −50  |                                               |
| 11  | ARBO Rotterdam HANDBAL             | 26  | 8  | 5 | 13 | 21  | 742 | 749 | −7   |                                               |
| 12  | HVV '70                            | 26  | 9  | 3 | 14 | 21  | 700 | 710 | −10  |                                               |
| 13  | E&O 2 (R)                          | 26  | 12 | 1 | 13 | 19  | 722 | 752 | −30  | Degradeert naar de tweede divisie             |
| 14  | Atomium '61 (R)                    | 26  | 4  | 1 | 21 | 9   | 716 | 894 | −178 | Degradeert naar de tweede divisie             |

1. ↑  Winnaar eerste periode (ronde 1-6).
2. ↑  Door de "gedwongen" degradatie van Wematrans/Quintus 2 uit de eredivisie kon er 1 extra teams naar de eredivisie promoveren. Dit recht kwam Havas, als tweede in de eindrangschikking, toe.
3. ↑  Winnaar tweede periode (ronde 7-13) echter uitgesloten van de nacompetitie daar Green Park/Aalsmeer 2 al in de eredivisie speelt.
4. ↑  Vervangende winnaar eerste periode als hoogst gekwalificeerde team in de eindstand zonder periode titel.
5. ↑  Winnaar derde periode (ronde 14-20).
6. ↑  Vervangende winnaar tweede periode als op een na hoogst gekwalificeerde team in de eindstand zonder periode titel.
7. ↑  Vervangende winnaar vierde periode als op twee na hoogst gekwalificeerde team in de eindstand zonder periode titel.
8. ↑  Winnaar vierde periode (ronde 21-26) en heeft 6 punten in mindering gekregen. Uitgesloten van de nacompetitie omdat zij rechtstreeks degraderen.

### Uitslagen
| Thuis \ Uit                   | AAL   | ATM   | BER   | DIO   | E&O   | EHC   | GHV   | HAR   | HAV   | HVV   | NHC   | O&D   | SIT   | W&C   |
| ----------------------------- | ----- | ----- | ----- | ----- | ----- | ----- | ----- | ----- | ----- | ----- | ----- | ----- | ----- | ----- |
| Green Park Handbal Aalsmeer 3 |       | 40–26 | 31–28 | 42–20 | 32–28 | 27–34 | 33–31 | 34–25 | 31–31 | 40–28 | 25–29 | 28–30 | 36–25 | 26–25 |
| Atomium '61                   | 23–40 |       | 36–36 | 20–22 | 30–33 | 35–27 | 25–33 | 22–32 | 32–43 | 29–28 | 37–33 | 29–31 | 31–27 | 30–36 |
| Berdos                        | 33–25 | 36–31 |       | 24–27 | 29–20 | 29–29 | 37–32 | 27–27 | 29–30 | 29–29 | 29–22 | 31–30 | 34–37 | 34–27 |
| DIOS                          | 25–38 | 45–28 | 37–19 |       | 24–21 | 30–18 | 31–27 | 23–23 | 29–30 | 16–29 | 23–26 | 20–27 | 24–32 | 25–27 |
| E&O 2                         | 30–30 | 32–17 | 32–34 | 28–25 |       | 26–30 | 33–28 | 27–25 | 25–22 | 24–27 | 32–29 | 29–31 | 36–23 | 18–30 |
| EHC                           | 27–33 | 38–30 | 40–29 | 34–31 | 37–30 |       | 27–33 | 31–34 | 40–25 | 23–16 | 27–26 | 30–26 | 32–32 | 24–32 |
| G.H.V.                        | 33–27 | 37–20 | 36–35 | 25–34 | 31–18 | 31–30 |       | 31–23 | 38–40 | 22–28 | 33–39 | 30–33 | 45–24 | 26–33 |
| ARBO Rotterdam HANDBAL        | 26–26 | 42–28 | 35–25 | 25–27 | 27–26 | 33–33 | 29–25 |       | 30–30 | 31–25 | 32–37 | 25–28 | 29–30 | 29–32 |
| Havas                         | 24–28 | 34–28 | 42–42 | 30–24 | 43–23 | 31–30 | 33–31 | 34–31 |       | 31–28 | 32–26 | 20–34 | 32–29 | 31–28 |
| HVV '70                       | 27–33 | 33–30 | 36–22 | 29–30 | 24–26 | 35–31 | 36–37 | 24–23 | 23–31 |       | 19–18 | 29–30 | 26–29 | 17–19 |
| Nieuwegein Houten Combinatie  | 32–35 | 33–28 | 43–34 | 28–27 | 31–34 | 34–29 | 38–31 | 33–36 | 22–22 | 27–27 |       | 25–25 | 24–33 | 34–34 |
| Olympia '89/DOS '80           | 30–26 | 29–20 | 28–29 | 25–27 | 26–29 | 34–29 | 32–33 | 28–21 | 33–26 | 25–25 | 32–31 |       | 36–29 | 20–32 |
| Sittardia                     | 33–37 | 34–29 | 37–36 | 23–33 | 33–40 | 45–36 | 30–30 | 32–30 | 27–32 | 25–30 | 30–22 | 23–24 |       | 27–28 |
| B&B Healthcare/WHC-Hercules   | 37–28 | 40–22 | 42–23 | 24–17 | 34–22 | 34–18 | 44–27 | 31–19 | 27–22 | 29–22 | 47–31 | 33–33 | 32–25 |       |

## Extra promotie
De degradatie van Wematrans/Quintus van de BENE-League naar de eredivisie, had de "gedwongen" degradatie van Wematrans/Quintus 2 van de eredivisie naar de eerste divisie tot gevolg. Immers er mogen geen 2 teams van dezelfde vereniging in dezelfde divisie uitkomen. Hierdoor kon er 1 extra team rechtstreeks naar de eredivisie promoveren. Als tweede in de eindrangschikking, kwam dit recht Havas toe.

## Nacompetitie
De 4 (vervangende) periodekampioenen spelen samen met nummers 11 en 12 van de reguliere eredivisie competitie voor 1 plek in de Eredivisie 2019/20.

### Teams
| Positie               | Team                | Opmerking                      |
| --------------------- | ------------------- | ------------------------------ |
| No. 11 eredivisie     | Herpertz Bevo HC 2  |                                |
| No. 12 eredivisie     | DEF-Fire/Aristos    |                                |
| No. 04 eerste divisie | Olympia '89/DOS '80 | Vervanger winnaar 1ste periode |
| No. 05 eerste divisie | DIOS                | Winnaar 3de periode            |
| No. 06 eerste divisie | G.H.V.              | Vervanger winnaar 2de periode  |
| No. 07 eerste divisie | EHC                 | Vervanger winnaar 4de periode  |